# Le Point de non retour (film, 1991)
Pour plus de détails, voir Fiche technique et Distribution.
Le Point de non retour (一觸即發, Yī Chù Jí Fā) est un film hongkongais réalisé par Ringo Lam, sorti en 1991.

## Synopsis
Le chef d'un restaurant est témoin du meurtre d'un policier. Plus tard, il rencontre le coéquipier du policier qui veut venger ce dernier.

## Fiche technique
- Titre original : 一觸即發, Yī Chù Jí Fā
- Titre international : Touch and Go
- Titre français : Le Point de non retour
- Réalisation : Ringo Lam
- Scénario : Nam Yin et Chau Ting
- Photographie : Ardy Lam
- Montage : Chow Tung-nei
- Musique : Noel Quinlan
- Pays de production : Hong Kong
- Format : Couleurs - 35 mm - 1,85:1 - Mono
- Genre : Action, thriller et policier
- Durée : 97 minutes
- Date de sortie : 1991

## Distribution
- Billy Chow : Hood
- Sammo Hung : Fat Goose
- Kong Lau : Keung
- Teresa Mo : Angel
- Ann Mui : Lulu
- Shing Fui-on : le chauffeur de taxi